# Fagagna
Fagagna é uma comuna italiana da região do Friuli-Venezia Giulia, província de Udine, com cerca de 6.035 habitantes. Estende-se por uma área de 37 km², tendo uma densidade populacional de 163 hab/km². Faz fronteira com Basiliano, Colloredo di Monte Albano, Martignacco, Mereto di Tomba, Moruzzo, Rive d'Arcano, San Vito di Fagagna.
Faz parte da rede das Aldeias mais bonitas de Itália.

## Demografia
| Variação demográfica do município entre 1861 e 2011                               |
|                                                                                   |
| Fonte: Istituto Nazionale di Statistica (ISTAT) - Elaboração gráfica da Wikipedia |